# Zeitz-Weißenfelser Braunkohlerevier
Das Zeitz-Weißenfelser Braunkohlerevier ist ein Bestandteil der mitteldeutschen Montanregion. Es liegt zwischen Zeitz und Weißenfels im Südosten von Sachsen-Anhalt.

## Abgrenzung
Das Zeitz-Weißenfelser Braunkohlerevier wird reliefiert durch die Flussauen der Saale und Weißen Elster. Es ist überwiegend bereits dem Lösshügelland mit Hangneigung sowie stärker eingetieften Flusstälern zuzuordnen. Das Revier bildet den Südwestrand des Weißelsterbeckens und wird begrenzt im:
- Osten von der Weißen Elster
- Süden von einer Linie Zeitz – Kretzschau – Trebnitz – Teuchern
- Westen der Linie Teuchern – Nessa – Granschütz
- Norden von den Orten Taucha – Muschwitz – Werben[2]

Bis zur Mitte des 20. Jahrhunderts zählten der etwas größere nördliche Teil des Reviers zum Landkreis Weißenfels und der südliche zum Landkreis Zeitz. Beide Landkreise gehörten zur preußischen Provinz Sachsen und ab 1947 zum neu gegründeten Land Sachsen-Anhalt. Ab 1950 erfolgten mehrere Kreisreformen in der DDR: Das Revier lag nun im Bezirk Halle, größtenteils im neu gegründeten Kreis Hohenmölsen sowie im Kreis Zeitz und peripher im Kreis Weißenfels. Bis zum Jahr 1946 war für das Zeitz-Weißenfelser Braunkohlerevier das Bergamt Zeitz zuständig, das danach die Behördenbezeichnung Technische Bergbauinspektion Zeitz erhielt. Im Jahr 1960 erfolgte die Umbenennung in Bergbehörde Zeitz, die der neu gebildeten Obersten Bergbehörde der DDR in Leipzig unterstand. Der Sitz der Bergbehörde Zeitz wurde 1961 nach Borna verlegt und existierte bis 1990.
Im Zuge der deutschen Wiedervereinigung sowie der Wiederherstellung des Landes Sachsen-Anhalt und nach mehreren Kreisgebietsreformen liegt das Revier heute vollständig im Burgenlandkreis. Östlich grenzt es unmittelbar an das Meuselwitz-Altenburger Braunkohlerevier und nordöstlich direkt an das Bornaer Revier. Im Norden schließt sich das Zeitz-Weißenfelser Braunkohlerevier dem Halleschen Revier und dem Geiseltal an. Die Betriebsaufsicht über den Braunkohlen-Gewinnungs-Bergbau sowie den Braunkohlen-Sanierungsbergbau obliegt heute ohne Zwischeninstanz dem Landesamt für Geologie und Bergwesen mit Sitz in Halle (Saale).

## Geschichte
Die bitumenreiche Braunkohle im Raum Zeitz-Weißenfels entstand im Eozän vor etwa 40 bis 56 Millionen Jahren. Sie wird gedeutet als Randfazies eines Braunkohlemoores mit primär harzreicher Flora, oder als Relikt eines Trockenwaldes mit einer stark zersetzten Pflanzensubstanz, oder als nachträgliche Anreicherung der Bitumina durch spätere Zersetzung der Humusstoffe in der Kohle unter dem geringmächtigen Deckgebirge. Die Lagerstätte war von einem zwölf bis 20 Meter mächtigen und relativ gleichmäßigen Hauptflöz geprägt. Die Abraumdecke betrug oft nur wenige Meter. Gestört durch eiszeitliche Einwirkungen, traten an einigen Stellen die Braunkohlevorkommen fast zu Tage. Deshalb begann der oberflächliche Braunkohleabbau wahrscheinlich schon sehr lange vor dem Jahr 1000.
Erste dokumentierte Hinweise über den Abbau und die Nutzung von Braunkohle im Raum Zeitz-Weißenfels reichen zurück bis ins 15. Jahrhundert. Im Jahr 1485 verlieh das Bistum Merseburg das Privileg zum „Abbau im Kohleberg“ bei Holleben und grenzte darin einzelne Reviere ab. Die Existenz des Bergamtes Zeitz ist seit 1743 belegt, wobei schriftliche Dokumente über die Reviergrenzen und Regeln des Braunkohleabbaus im Raum Zeitz-Weißenfels bis ins Jahr 1546 zurückreichen. Mitte des 16. Jahrhunderts fasste Georgius Agricola (* 1494; † 1555) nach zahlreichen Reisen durch mitteldeutsche und böhmische Bergbaureviere das gesamte mineralogische und geologische Wissen der damaligen Zeit in seinem Hauptwerk De re metallica zusammen. Agricola gilt als Begründer der modernen Geologie und Bergbaukunde. Sein Grab befindet sich im Zeitzer Dom.
Ab dem Jahr 1743 lag das Zeitz-Weißenfelser Braunkohlerevier im Gültigkeitsbereich der kursächsischen Bergordnung. Zu dieser Zeit waren bereits große Teile der Region abgeholzt. Um Brennmaterial zum Heizen und zum Kochen zu gewinnen, begannen die Bauern der Umgebung mit ersten größeren Ausgrabungen der „braunen Steine“. Dies geschah zumeist dort, wo der Rohstoff dicht unter der Oberfläche lag, beispielsweise in den Bachtälern der Rippach, Nessa oder Grunau. Diese kleinen sogenannten Bauerngruben förderten nur wenig Kohle und wurden meist nach kurzer Zeit wieder aufgegeben. Erfahrene Bergleute waren rar, benutzt wurden einfache technische Hilfsmittel, wie Hacke, Schaufel und Handhaspel.
Die gewerbliche Nutzung der Braunkohle begann mit der Verwendung als Brennstoff in Salinen. Für eine gezielte Förderung war allerdings zunächst eine Untersuchung der Lagerstätten und möglicher Methoden zum Abbau der Kohle erforderlich. Der sächsische Kurfürst Friedrich August III. beauftragte deshalb im Jahr 1791 Abraham Gottlob Werner, die Kohlenvorkommen in der Provinz zu suchen, zu vermessen und zu kartieren, aber auch Eigentumsfragen zu klären sowie Konzepte für Abbau und Wasserhaltung zu entwickeln. Zur Bestandsaufnahme setzte Werner mehrere Studenten der Bergakademie Freiberg ein, unter ihnen Georg Philipp Friedrich von Hardenberg, bekannt als Novalis.
An einigen Orten im Zeitz-Weißenfelser Braunkohlerevier, wie Granschütz, Webau, Teuchern, Grana und Aue bei Zeitz, entdeckten die kurfürstlichen Geologen Pyropissit-Vorkommen, eine besonders bitumenreiche Kohle mit 30 bis 70 Prozent Teergehalt. Der 1811 veröffentlichte Hauptbericht über die sächsischen Kohlelagerstätten findet noch heute zu Vergleichszwecken Beachtung. Das kursächsische Bergrecht galt bis zum Jahr 1918 und besagte, dass der Eigentümer eines Flurstückes automatisch die Nutzungsrechte für die darunter liegenden Bodenschätze besaß. Im restlichen Preußen, zu dem ab 1815 die Provinz Sachsen gehörte, waren die Bodenschätze Eigentum des Staates.

### 19. Jahrhundert
Das kursächsische Nutzungsrecht kam Unternehmern wie Carl Adolph Riebeck sehr entgegen, die früh den Wert der teerreichen Kohle erkannten und zu Beginn des 19. Jahrhunderts großflächig Land in der Region erwarben. Zunächst erfolgte die Förderung im Tiefbau mittels Stollen, die an Talhängen bis ins Flöz vorangetrieben wurden, wie zum Beispiel bei Runthal, Köpsen und Wählitz. Infolge eines Konzentrationsprozesses schlossen sich beginnend ab dem Jahr 1850 viele kleine Bergwerksgruben zu finanzstarken Aktiengesellschaften zusammen. Dazu zählten im Zeitz-Weißenfelser Braunkohlerevier maßgeblich die:
- A. Riebeck’sche Montanwerke AG (Halle/Saale)
- Werschen-Weißenfelser Braunkohlen AG (Weißenfels, ab 1897 Halle/Saale)
- Waldauer Braunkohlen-Industrie AG (Zeitz)
- Sächsisch-Thüringische AG (Halle)
- Naumburger Braunkohlen AG (Naumburg)
- Prehlitzer Braunkohlen AG (Meuselwitz)
- Rehmsdorfer Mineralöl- und Paraffinfabrik (Rehmsdorf)
- Streckauer Braunkohlenwerke Boeters & Co (Weißenfels)

Mit der Kapitalkraft dieser Gesellschaften wurden der Bau von Schwelereien, die maschinelle Nasspresssteinproduktion und die Errichtung von Brikettfabriken möglich. In diese Zeit fiel die Inbetriebnahme der ersten industriellen Weiterverarbeitungsanlagen für Braunkohle, wie die Schwelerei Anna-Antonie bei Deuben (1857–1931) oder die Berlin-Wildschützer Paraffin- und Mineralölfabrik (1857–1884). Aufgrund des hohen Bitumengehalts der aufweisenden Kohle entstanden in der Folgezeit zahlreiche Veredlungsbetriebe zur Gewinnung von Paraffinen, Mineralölen, Teer und Teerprodukten. Damit wurde das Zeitz-Weißenfelser Braunkohlerevier zur „Wiege der deutschen Carbochemie“ und zu einem Pyrolysezentrum.
Ihren Anfang nahm die Paraffinerzeugung im Jahr 1854 bei der Sächsisch-Thüringischen AG in Gerstewitz. Große Fabriken zur Umwandlung von Braunkohle in Teer und Paraffin errichteten kurz danach die A. Riebeck’sche Montanwerke AG in Webau sowie die Werschen-Weißenfelser Braunkohlen AG in Köpsen. Neben Paraffinkerzen wurde ab 1855 im Raum Zeitz-Weißenfels der erste Asphalt aus Braunkohlenteer hergestellt. Gleichfalls entfaltete sich die Braunkohle aus dem Zeitz-Weißenfelser-Revier als Basis für Schmieröle, Lampenöle, Gas- oder Grudekoks. Deutschlandweit beruhte die Teer- und Kerzenproduktion ab 1865 überwiegend auf Braunkohleparaffin. Allein in Webau zogen um diese Zeit bereits 32 Kerzenziehmaschinen monatlich 20.000 Kilogramm Paraffinkerzen.
Parallel stieg in der Region die Zahl der Zuckerfabriken rasant an, wodurch die Provinz Sachsen zur „Zuckerprovinz“ wurde. Der enorme Brennstoffbedarf dieser Fabriken, aber auch von Ziegeleien, Brennereien und anderen Betrieben, hatte wesentlichen Einfluss auf die Entwicklung der Braunkohlenindustrie. Die erste Dampfmaschine installierte im Revier Carl Adolph Riebeck im Jahr 1865 in seiner Grube 397 in Reußen bei Theißen. Aufgrund der hohen Nachfrage, entstand im Raum Zeitz-Weißenfels ein Maschinenbausektor für Bagger, Loren, Förderanlagen und Spezialfahrzeuge für die Montanindustrie. Ab den 1870er-Jahren entwickelte sich die Zeitzer Eisengießerei und Maschinenbau AG (ZEMAG) deutschlandweit zum führenden Lieferanten von Ausrüstung für Brikettfabriken, insbesondere von Kohlemühlen, Kohletrocknern und Brikettpressen.
Im Jahr 1884 erfolgte die Gründung des Weißenfels-Zeitzer Bergwerksvereins, der die Arbeitgeberinteressen von elf im Revier ansässigen Montangesellschaften mit insgesamt 41 Braunkohlegruben, sieben Brikettfabriken, 26 Nasspressen, 24 Schwelereien, sieben Mineralölfabriken vertrat. 1889 wurde die Brikettfabrik Herrmannschacht gegründet, die bis 1959 arbeitete und heute noch als Industriedenkmal erhalten ist. Sie gilt zugleich als die älteste, erhaltene Brikettfabrik der Welt.

### 20. Jahrhundert

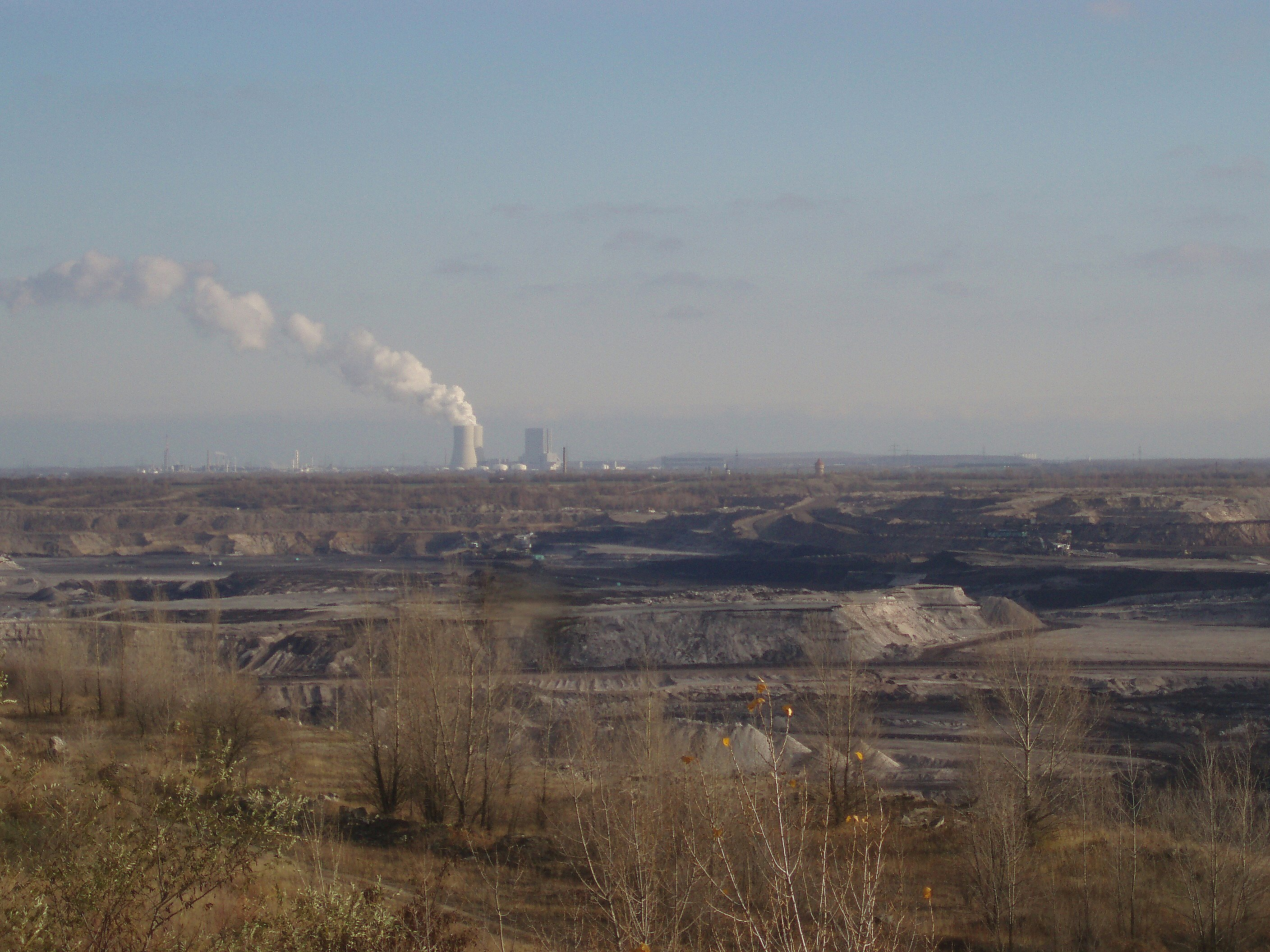
Tagebau Profen (2006)

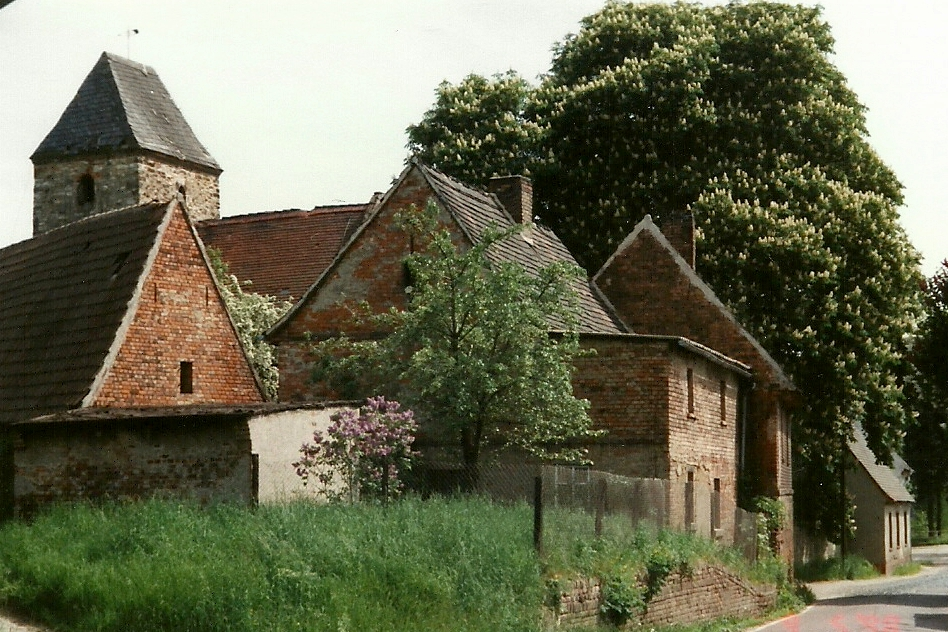
Für den Braunkohleabbau devastiertes Dorf Deumen (1998)

Ab dem Jahr 1900 führten Preisabsprachen und ein übersteigertes Profitstreben zu einer reichsweiten Versorgungskrise, der sogenannten Kohlenot. Vor diesem Hintergrund traten die Bergwerksunternehmer aus dem Zeitz-Weißenfelser Braunkohlerevier bereits im Jahr 1909 geschlossen dem Mitteldeutschen Braunkohlen-Syndikat bei. Das Kartell erwies sich jedoch als instabil, so dass es zwischen 1910 und 1913 verstärkt zu Unternehmenskonsolidierungen kam. Im Ergebnis waren zu Beginn des Ersten Weltkriegs nur noch zwei Großunternehmen im Zeitz-Weißenfelser-Revier tätig: die Riebeck’schen Montanwerke AG und die Werschen-Weißenfelser Braunkohlen AG.
Nach dem Ersten Weltkrieg erfolgte in allen deutschen Braunkohlegebieten eine gewaltige Steigerung der Förderleistung. Deutschland musste nach dem Versailler Vertrag zahlreiche Gebiete abtreten und verlor etwa 40 % seiner besten Steinkohlenvorkommen. Die belassenen Steinkohlenreviere hatten zudem erhebliche Reparationsleistungen zu erbringen. Damit wurde die Braunkohle in allen Industriezweigen zu einem unentbehrlichen Energiefaktor. Während vor dem Jahr 1919 der Anteil der Braunkohle an der elektrischen Energieerzeugung aufgrund ihres geringen Heizwertes, ihrer schlechten Transportfähigkeit sowie der fehlenden Heiz- und Übertragungstechnik gar keine Rolle gespielt hatte, erzwangen die mit den Gebietsabtretungen verbundene Kohlenknappheit und die Autarkiebestrebungen in der Weimarer Republik eine Zunahme auf einen Anteil von fast 60 % der Energieerzeugung.
Vor diesem Hintergrund erfolgte im Jahr 1925 in Groitzschen der Aufschluss des ersten Tagebaus im Zeitz-Weißenfelser Braunkohlerevier durch die Werschen-Weißenfelser Braunkohlen AG. Am 1. Oktober 1930 ging Gaumnitz in den Besitz der Werschen-Weißenfelser Braunkohlen AG über und musste im Jahr 1932 als erster Ort im Zeitz-Weißenfelser Revier der Braunkohle weichen. Durch die Riebeck’schen Montanwerke erfolgte ab 1934 der Aufschluss des Tagebaus Carl Bosch (nach 1945 „Kamerad“ genannt) bei Göthewitz und ab 1937 der Aufschluss der Grube Otto-Scharf (nach 1945 „Einheit“ genannt) bei Köttichau sowie 1940 der Aufschluss des Tagebaus Pirkau bei Döbris. Die im Jahr 1940 mit den Anhaltischen Kohlenwerken verschmolzene Werschen-Weißenfelser Braunkohlen AG betrieb noch ab 1938 den Aufschluss des Tagebaus Wählitz II nordöstlich von Wählitz und ab 1940 den Aufschluss des Tagebaus Profen.
Infolge der Fusion entfalteten sich die Paraffinwerke in Webau und Köpsen zum größten Kerzenproduzent in Deutschland. Die Großtagebaue versorgten fortan die werkseigenen Schwelereien und Brikettfabriken mit Rohkohle. Für die damalige Zeit war insbesondere die Grube Otto-Scharf der Riebeck’schen Montanwerke ein Tagebau der Superlative. Unter anderem kam ein Eimerkettenschwenkbagger mit einer Schnitthöhe von 55 Metern zum Einsatz – 1938 der größte Bagger der Welt. Aus der Grube heraus verlief eine Werksbahn direkt zu den gleichzeitig neu errichteten Weiterverarbeitungsanlagen in Deuben. Die speziell für die Otto-Scharf-Grube entwickelten Zugmaschinen zählten für mehrere Jahre zu den weltweit schwersten und zugkräftigsten Elektrolokomotiven. Parallel begann im Jahr 1937 die Braunkohle-Benzin AG (BRABAG) mit dem Aufbau des Hydrierwerks Zeitz. Die Anlagen gingen im März 1939 in Betrieb und produzierten synthetische Kraftstoffe. Den hierfür erforderlichen Braunkohlenteer lieferten zu einem großen Teil die Schwelereien der A. Riebeck’sche Montanwerke AG in Deuben und die Anhaltischen Kohlenwerke in Profen. Beide Unternehmen waren zugleich am Gründungskapital der BRABAG beteiligt.
Der Zweite Weltkrieg verursachte in den Braunkohlenwerken des Zeitz-Weißenfelser Reviers nur geringe Schäden. Nach dem Krieg wurden die Unternehmen enteignet und in Sowjetische Aktiengesellschaften (SAG) überführt. Durch Demontagen verloren nicht wenige Gruben und Fabriken bis zu 100 Prozent ihres Maschinenparks. In den folgenden Jahren produzierten die Betriebe überwiegend für die UdSSR. Ab April 1952 gestattete die SMAD der DDR den etappenweisen „Rückkauf“ von Braunkohlewerken. Jedoch wurden erst nach dem Volksaufstand vom 17. Juni 1953 die Reparationsleistungen vollständig eingestellt.
In der Folgezeit erreichte der Braunkohlenabbau eine vollkommen neue Dimension. Zur Energieerzeugung setzte die DDR nahezu ausschließlich heimische Braunkohle ein. Die Maximierung der Fördermengen führte zur Inanspruchnahme riesiger Flächen. Orte, die in den Kohlefeldern lagen, wurden konsequent abgebaggert. Jahrhunderte alte Gutshöfe, Kirchen und Kulturdenkmale wurden zerstört, Friedhöfe entweiht, ganze Wälder gerodet, Flüsse und Bäche verlegt, kanalisiert oder eingedeicht. Der Abbau der Braunkohle erfolgte in der DDR praktisch ohne Rücksicht auf Menschen oder Umweltbelange. Die Autarkiebestrebungen in der DDR veränderten das Landschaftsbild im Raum Zeitz-Weißenfels nachhaltig. Ab dem Jahr 1947 erfolgte in der Region die Devastierung von über 20 Orten und Ortsteilen, wofür mehr als 6000 Menschen ihre Heimat verlassen mussten. Mit Ausnahme von Profen waren die Tagebaue schon alle Anfang der 1970er Jahre ausgekohlt. In den folgenden Jahrzehnten glichen die hinterlassenen Flächen einer riesigen Mondlandschaft.

## Gegenwart
Nach der deutschen Wiedervereinigung im Jahr 1990 waren die meisten Veredlungsanlagen im Zeitz-Weißenfelser Revier wirtschaftlich nicht mehr konkurrenzfähig. Die Mehrzahl der industriellen Anlagen wurde stillgelegt und abgerissen. Der intensiv betriebene Bergbau hinterließ zahlreiche Altlasten – offene Tagebaurestlöcher, mit Grundwasser gefüllt und mit oft instabilen Böschungen, aufgelassene Industrieanlagen mit zum Teil stark kontaminiertem Boden und Grundwasser. Im Übergang zum 21. Jahrhundert begann teilweise die Sanierung und Rekultivierung der Bergbaufolgelandschaften.
Seit 2007 besteht im Rahmen des EU-Förderprogramms LEADER eine Gemeinschaftsinitiative mit dem Namen Zeitz-Weißenfelser-Braunkohlerevier, die sich im Jahr 2014 territorial erweiterte und in Montanregion Sachsen-Anhalt Süd umbenannte. Unter anderem verläuft auf einer Gesamtlänge von 19 Kilometern ein „Kohleradweg“ durch das Revier. Er beginnt in Zeitz bei der Brikettfabrik Herrmannschacht, führt vorbei an dem Gelände der ehemaligen Schwelerei Groitzschen bei Kretzschau sowie den Ruinen der Schachtanlage Paul II. hinter Theißen, biegt ab zum Bergbaumuseum Deuben und endet am Mondsee, einem rekultivierten Tagebausee südlich von Hohenmölsen. Des Weiteren befindet sich ein großer Abschnitt der Mitteldeutschen Straße der Braunkohle im Zeitz-Weißenfelser Braunkohlerevier.
Unverändert ist der Tagebau Profen in Betrieb, der laut dem von der Landesregierung Sachsen-Anhalt genehmigten Rahmenbetriebsplan mit seinen Abbaufeldern Schwerzau und Domsen noch bis zum Jahr 2035 laufen soll. Die Kohle dient heute überwiegend der Verstromung. Im Dezember 2021 erfolgte die Stilllegung des über 85 Jahre lang betriebenen Industriekraftwerks Deuben. Als letztes Braunkohlekraftwerk im Zeitz-Weißenfelser Braunkohlerevier ist noch das Industriekraftwerk Wählitz in Betrieb, dessen Abschaltung im Jahr 2038 erfolgen soll.